# Daniel Frohman

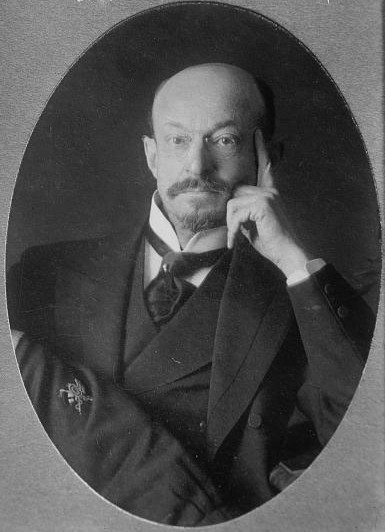
Daniel Frohman, 1907

Daniel Frohman (* 22. August 1851 in Sandusky, Ohio; † 26. Dezember 1940 in New York) war ein US-amerikanischer Theaterleiter und einer der ersten Filmproduzenten.

## Leben
Frohman war wie sein Bruder Charles Frohman zuerst Schauspieler und dann Theaterleiter. Er führte zeitweise das „Madison Square Theatre“, an dem er mit David Belasco zusammenarbeitete, dessen erstes Theaterstück „May Blossom“ er aufführte. Er organisierte Tourneetheater, die die gesamten USA bereisten, während die Ursprungsaufführungen zeitgleich in New York liefen. Von 1885 bis 1909 war er Leiter des „Lyceum Theatre“ und seines Ensembles.
Der immense künstlerische wie finanzielle Erfolg der Frohman-Brüder ruhte auf zwei Säulen: Zum einen eine Art „Star-System“, in dem die immer bekannter werdenden Darsteller wichtiger wurden als das produzierte Stück, und Exklusivverträge mit teils aufstrebenden, teils bereits etablierten britischen Dramatikern wie etwa Arthur Wing Pinero, James M. Barrie und Frances Hodgson Burnett.
Frohman stieg in die Filmindustrie ein, als er 1912 mit Adolph Zukor und Edwin S. Porter die Famous Players Film Company gründete, die später in Paramount umbenannt wurde. Am 12. Juli dieses Jahres wurde der Film „Queen Elizabeth“ mit Sarah Bernhardt in der Titelrolle im „Lyceum Theatre“ uraufgeführt. Die eigens komponierte Begleitmusik wurde von einem großen Orchester gespielt. Die Premiere wurde ein großer Erfolg und wirkte mit beim „Durchbruch des abendfüllenden Spielfilms in den USA“.
Zwischen 1913 und 1917 produzierte Frohman mit Zukor noch mehr als siebzig Filme, in denen die meisten der berühmten Theaterschauspieler auftraten, die von Frohman gefördert worden waren.